# Тюрюштамак
Тюрюштама́к (рос. Тюрюштамак, башк. Төрөштамаҡ) — присілок у складі Благоварського району Башкортостану, Росія. Входить до складу Кучербаєвської сільської ради.
Населення — 93 особи (2010; 101 в 2002).
Національний склад:
- башкири — 52 %
- татари — 39 %